# Reichskanzler (Deutsches Kaiserreich)

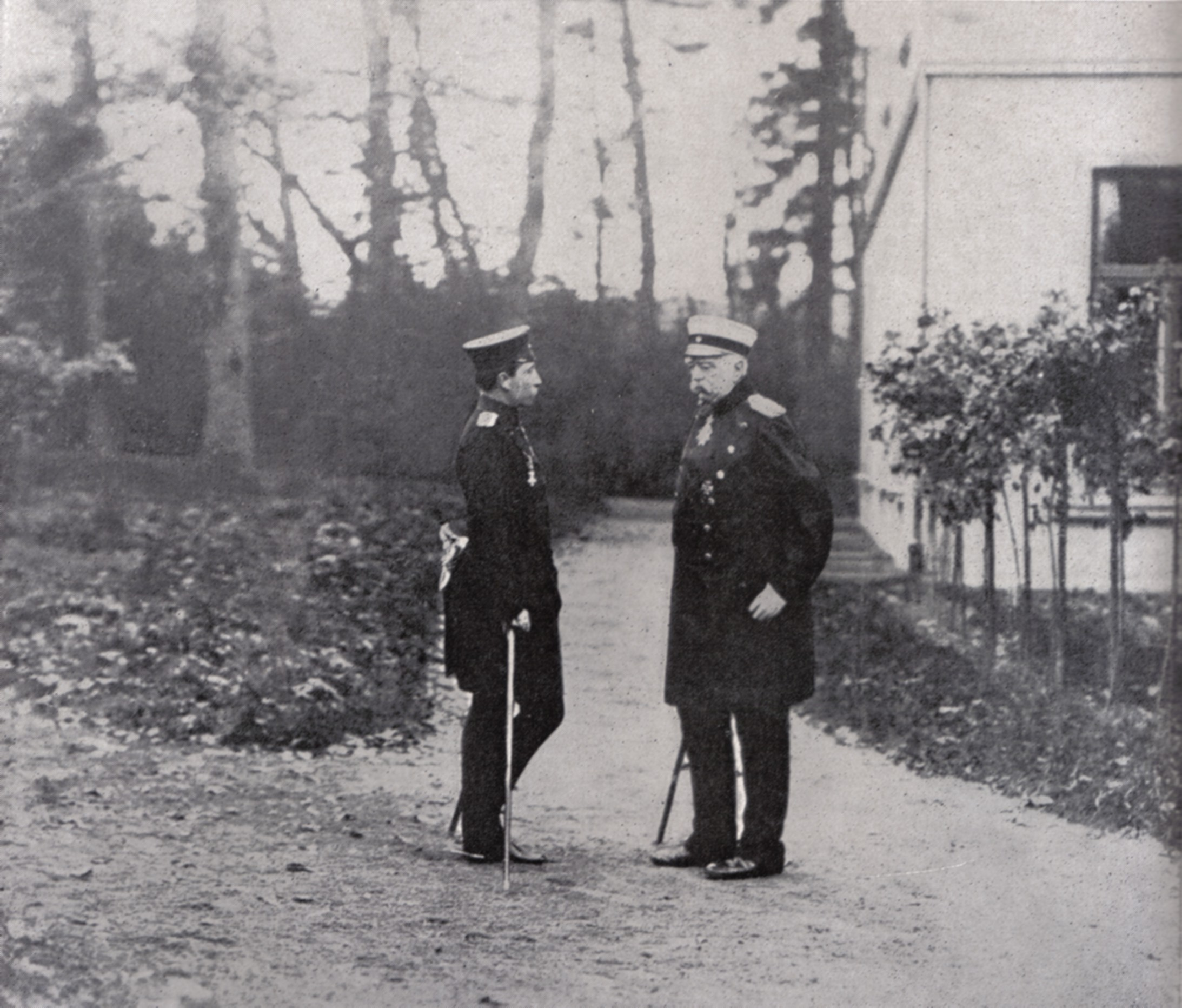
Der junge Kaiser Wilhelm II., links, mit Reichskanzler Otto von Bismarck im Dreikaiserjahr 1888. Der Kanzler war die zentrale Figur der Reichsexekutive. Allerdings behielt der Kaiser das Übergewicht im Konfliktfall, da er den Kanzler jederzeit entlassen konnte.

Der Reichskanzler war im Deutschen Kaiserreich die Exekutive auf föderaler Ebene. Es gab also keine kollegiale Regierung, sondern nur einen einzigen Amtsträger, der die Funktion eines verantwortlichen Ministers hatte. Das Amt des Reichskanzlers ist identisch mit dem Bundeskanzler des Norddeutschen Bundes. Nachdem der Norddeutsche Bund am 1. Januar 1871 in Deutsches Reich umbenannt wurde, wurde am 4. Mai 1871 auch der „Bundeskanzler“ zum „Reichskanzler“.
Ernannt und entlassen wurde der Reichskanzler vom Deutschen Kaiser. Formell war der Kaiser frei in seiner Entscheidung, wen er ernannte und wann und warum er ihn entließ. In der Praxis wurde gleichwohl mitberücksichtigt, ob der Reichskanzler mit dem Reichstag zusammenarbeiten konnte. Jede Handlung des Kaisers musste vom Reichskanzler gegengezeichnet werden, wie man es auch aus anderen konstitutionellen Monarchien kannte.
Das Amt des Reichskanzlers wird in der Bismarckschen Reichsverfassung (wie schon in den Vorgängerverfassungen) äußerst knapp eingeführt. Minister als Kollegen des Reichskanzlers gab es nicht. Die obersten Reichsbehörden wurden von Staatssekretären geleitet. Er konnte diesen untergeordneten Beamten Weisungen erteilen. Da es keine eigentliche Regierung gab, war er offiziell kein Regierungschef, sondern die Regierung in einer Person, nach Kotulla eine „Einmann-Regierung“. Man nannte Reichskanzler und Staatssekretäre daher meist „Reichsleitung“. Mit kurzen zeitlichen Ausnahmen waren die Reichskanzler gleichzeitig preußische Ministerpräsidenten, was ihre Machtstellung erheblich stärkte.
Davon abgesehen hatte der Reichskanzler noch eine weitere Funktion laut Verfassung: Er war Vorsitzender des Bundesrates. Ansonsten aber war der Kanzler kein Mitglied des Bundesrates und hatte keine Bundesratsstimme. Weitere Rechte erhielt er jedoch de facto dadurch, dass er fast immer gleichzeitig preußischer Ministerpräsident war.
Die Amtszeit eines Reichskanzlers war an sich unbefristet und auch nicht von Neuwahlen des Parlaments oder einem Wechsel des Kaisers abhängig. Der erste Reichskanzler Otto von Bismarck hatte bereits seit 1867 als Bundeskanzler amtiert. Entlassen wurde er erst 1890, was ihn zum längstdienenden Kanzler in der deutschen Geschichte macht. Die späteren Reichskanzler amtierten zwischen vier und neun Jahren. Erst im Ersten Weltkrieg wurden die Amtszeiten erheblich kürzer. Die beiden letzten Reichskanzler Georg von Hertling und Max von Baden wurden in Absprache mit den Reichstagsfraktionen ernannt und standen bereits einer Koalitionsregierung vor.

## Entstehung des Amtes

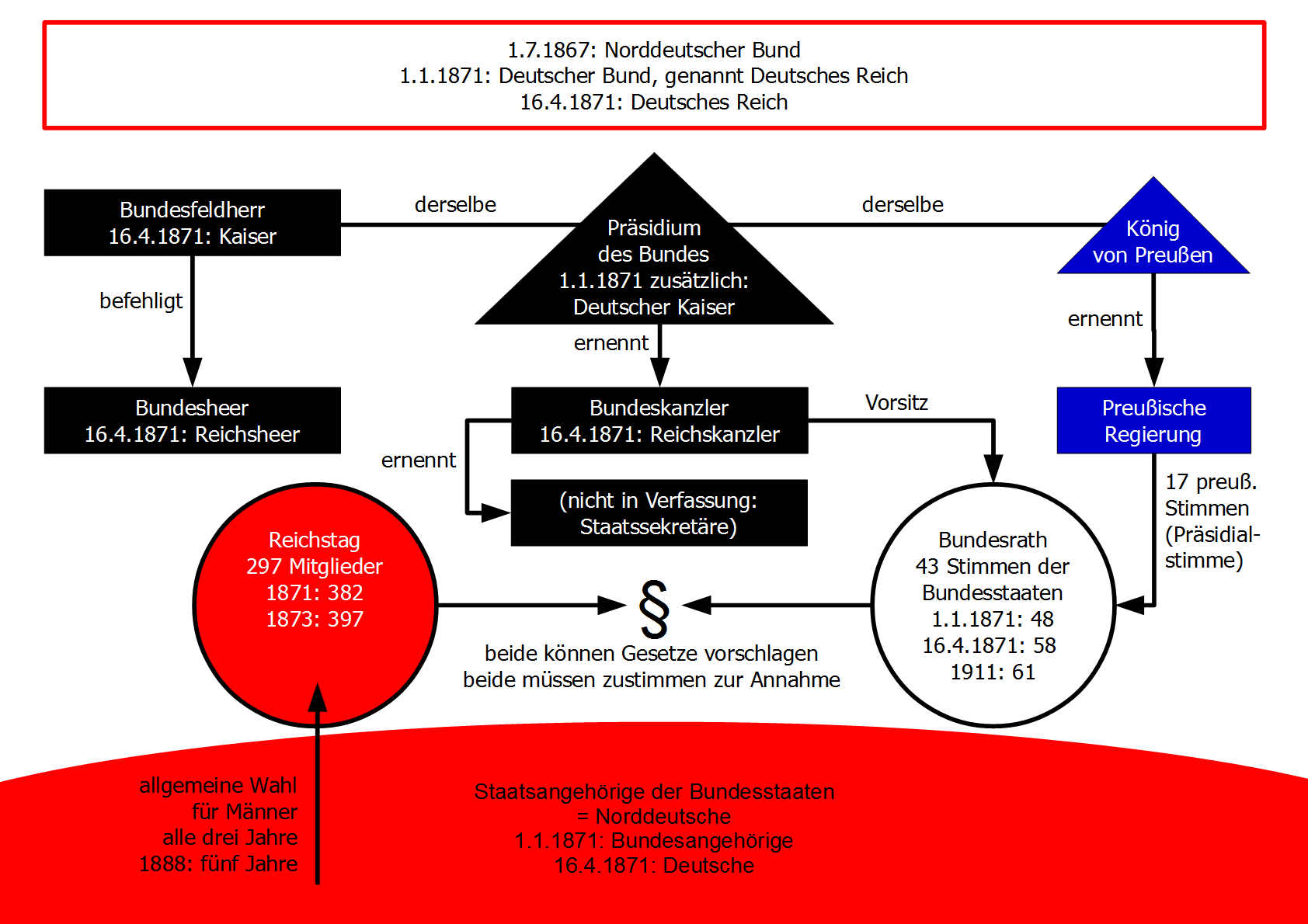
Verfassungsdiagramm für den monarchischen Bundesstaat in Deutschland 1867–1918

Als der Norddeutsche Bund zum Kaiserreich wurde, gab es keine erneute Ernennung des Amtsträgers Bismarck: Der deutsche Reichskanzler ist nicht Nachfolger des norddeutschen Bundeskanzlers, denn beide Ämter sind identisch. Die Bezeichnung stammt von der Kanzlei; ein Kanzler ist ursprünglich der Vorsteher einer Kanzlei, also einer Art Geschäftsstelle, in der Dokumente hergestellt werden. Historische Vorbilder für den Gebrauch des Wortes Kanzler gibt es aus Preußen, Österreich, der Schweiz und anderen Ländern.
Bismarcks Entwurf für eine Bundesverfassung 1867 sah einen Bundeskanzler als einen Beamten vor, der die Beschlüsse des Bundesrats ausführte. Erst durch Widerspruch im konstituierenden Reichstag wurde daraus ein verantwortlicher Minister. Anfangs gab es noch keinerlei Behörden auf föderaler Ebene, sodass der preußische Ministerpräsident und neuerdings norddeutsche Bundeskanzler Bismarck auf die Hilfe preußischer Behörden angewiesen war. In der Zeit des Norddeutschen Bundes, bis 1870, kam es nur zu zwei föderalen Behörden: dem Auswärtigen Amt für die Außenpolitik sowie dem Bundeskanzleramt für alles Übrige.

## Preußen und Reich

Das Deutsche Reich von 1871 bis 1918 und das Königreich Preußen (blau)

Durch die Entstehungsgeschichte des Norddeutschen Bundes und seiner Verfassung hatte es sich ergeben, dass der preußische Ministerpräsident (und preußische Außenminister) der wichtigste Politiker auf föderaler Ebene wurde. Der Gliedstaat Preußen umfasste an Fläche und Einwohnerzahl etwa vier Fünftel des Norddeutschen Bundes bzw. zwei Drittel des Deutschen Reiches. Das hatte gravierende Folgen für das Funktionieren des Föderalismus in Deutschland. Außerdem war der preußische König laut Verfassung automatisch Deutscher Kaiser. Auch ansonsten war die preußische Hegemonie verfassungsmäßig abgesichert. Daher war, wie Ernst Rudolf Huber feststellt, „Reichspolitik nur im engen Einvernehmen zwischen der Reichsleitung und der preußischen Staatsleitung möglich“.
Bismarck versuchte es trotzdem einmal, sich der Last eines der Ämter zu entledigen. Vom 21. Dezember 1872 bis zum 9. November 1873 amtierte Albrecht von Roon als preußischer Ministerpräsident. Nachdem sich diese Ämtertrennung nicht bewährt hatte, wurde Bismarck schließlich wieder Ministerpräsident. In den Jahren 1892–1894 überließ Reichskanzler Leo von Caprivi das Ministerpräsidentenamt Botho zu Eulenburg. Auch der letzte Reichskanzler des Kaiserreichs, Max Prinz von Baden, war in seiner kurzen Amtszeit im Oktober und November 1918 nie preußischer Ministerpräsident (an seiner Stelle amtierte der Vizepräsident seines Vorgängers Hertling, Robert Friedberg). Es hatte allgemein Bedenken gegeben, dass der badische Thronfolger als preußischer Ministerpräsident amtiert.
Aber auch Bismarck, Caprivi und Prinz Max waren stets preußische Außenminister, das war wichtig, weil der Außenminister die preußischen Stimmen im Bundesrat instruierte (d. h. bestimmte, wie die preußischen Bundesratsmitglieder abzustimmen hatten). Eine Ausnahme machte hier nur Reichskanzler Hohenlohe-Schillingsfürst (1894–1900), der den Staatssekretären im Auswärtigen Amt Adolf Marschall von Bieberstein 1894–1897 und Bernhard von Bülow 1897–1900 das preußische Außenministerium überließ. Die preußischen Stimmen hatten im Bundesrat zwar allein noch keine Mehrheit, wurden aber normalerweise die Grundlage für Bundesratsbeschlüsse. Für einen Reichskanzler im Kaiserreich war dies von besonderer Bedeutung: An sich hatte der Kanzler wenige Rechte im politischen System und führte im Bundesrat zwar den Vorsitz, aber ohne eigene Mitgliedschaft und Stimme.
Erst durch die Ämterverbindung erhielt der Kanzler die Macht im Bundesrat, denn als preußischer Ministerpräsident und Außenminister bestimmte er die preußischen Stimmen (die in der Verfassung „Präsidialstimmen“ genannt werden, wenngleich sie preußische Stimmen waren). Als Bundesratsmitglied erhielt er Rederecht im Reichstag. Nur Bundesrat und Reichstag konnten Gesetzentwürfe einbringen; ein Gesetz bedurfte der Zustimmung beider Organe. In der Verfassungswirklichkeit wurde es der Reichskanzler, der dem Bundesrat Gesetzentwürfe quasi im Namen der Reichsleitung vorlegte, nicht als Vertreter Preußens.
Die Ämterverbindung führte zu der Befürchtung, dass das Reich „preußischer“ werden würde. Tatsächlich aber war das Gegenteil der Fall: Nicht der preußische Ministerpräsident leitete die Reichsgeschäfte, sondern der deutsche Reichskanzler leitete die preußischen Regierungsgeschäfte. Der Kaiser ernannte nicht etwa den jeweiligen preußischen Ministerpräsidenten zum Reichskanzler, sondern er ernannte jemanden zum Reichskanzler, den er dann auch zum preußischen Ministerpräsidenten machte. Die Hälfte der Reichskanzler im Kaiserreich stammte nicht aus Preußen: Hohenlohe und Hertling waren fränkischer bzw. rheinhessischer Herkunft (und amtierten beide zuvor als bayerische Ministerpräsidenten), Bülow stammte aus Holstein und Prinz Max war der badische Thronfolger. Häufig waren deutsche Staatssekretäre gleichzeitig preußische Minister.

## Entwicklung in der Kaiserzeit
Erst ab 1871 wuchs die Zahl der Staatssekretäre bzw. der obersten Reichsbehörden, so dass die Reichsleitung in der Praxis mehr und mehr einer kollegialen Regierung glich. Der Reichskanzler war zwar für die Richtlinien der Politik zuständig, was er im Reich wie auch in Preußen geltend zu machen suchte. Ein preußischer Minister bzw. ein deutscher Staatssekretär war aber meist eine Persönlichkeit, die sich durchaus der Eingriffe des Ministerpräsidenten bzw. Reichskanzlers zu erwehren wusste. Das schränkte dessen Macht durchaus ein.
Liberale Politiker im Reichstag forderten eine kollegiale Regierung; ein Kompromiss mit Bismarck führte daraufhin 1878 wenigstens zum Stellvertretungsgesetz. Der Kanzler blieb gegenüber den Staatssekretären weisungsbefugt, aber statt des Kanzlers konnten nun auch die Staatssekretäre die Gegenzeichnung für den Kaiser leisten. Bismarck ernannte außerdem den Freikonservativen Otto zu Stolberg-Wernigerode zum allgemeinen Stellvertreter („Vizekanzler“). Dieser leitete keine oberste Reichsbehörde und war so gesehen kein Untergebener Bismarcks. Die Reichsleitung kam ab 1879 zu beratenden Konferenzen zusammen, daher nahm, so Huber, die „Reichsleitung offen den Charakter eines de-facto-Kollegiums an“.
Es lassen sich also Anzeichen dafür finden, dass die Reichsleitung sich langsam aber stetig zu einer Kollegialregierung wandelte. Bismarck hatte zwar verboten, im amtlichen Sprachgebrauch von Reichsregierung zu sprechen. Allerdings verwendete man im Verkehr mit dem Ausland durchaus Ausdrücke wie Kaiserliche Regierung, und im Jahr 1913 meinte Vizekanzler Clemens Delbrück im Reichstag, der Sache nach gäbe es eine solche Regierung bereits. Manfred Rauh sieht außerdem eine schleichende Parlamentarisierung, also die Regierungsbildung aufgrund von Koalitionen im Reichstag. Diese Entwicklung sei auch ohne die Krise im Ersten Weltkrieg langfristig nicht zu verhindern gewesen. Skeptischer ist Michael Stürmer, dem zufolge die Parteien und die gesamte Nation sich bequem mit dem monarchischen Obrigkeitsstaat arrangiert hätten. Daher hätten selbst die Sozialdemokraten keinen großen Nutzen in einer Parlamentarisierung gesehen.

## Ende des Kaiserreichs

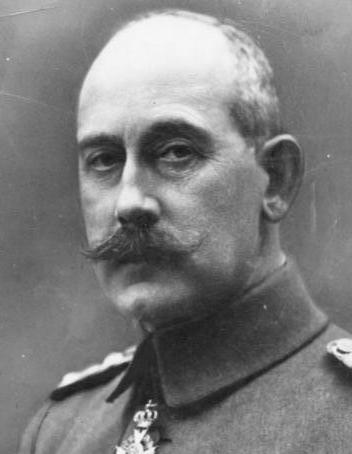
Prinz Max von Baden, der letzte Reichskanzler des Kaiserreichs

Zwei Wochen vor dem Ende des Kaiserreichs kam es noch zu einer gravierenden Verfassungsänderung, welche die Stellung des Reichskanzlers betraf. In den sogenannten Oktoberreformen 1918 wurde Art. 15, Abs. 3 geändert: Der Reichskanzler brauchte zur Amtsführung seitdem das Vertrauen des Reichstags. Außerdem wurde die Gegenzeichnungspflicht auf militärische Anordnungen des Kaisers ausgedehnt.
Reichskanzler Max von Baden drängte den Kaiser am 9. November 1918 zur Abdankung, da er eine gewaltsame Revolution in Berlin befürchtete. Letztlich ohne Zustimmung des Kaisers verkündete er die Abdankung. Sein Amt als Reichskanzler „übertrug“ Prinz Max dem Sozialdemokraten Friedrich Ebert, obwohl laut Verfassung nur der Kaiser einen Reichskanzler ernennen konnte. Ebert unterzeichnete zwar einen Aufruf als Reichskanzler; vom 10. November bis zum 11. Februar 1919 war er faktischer Regierungschef Deutschlands allerdings nur als einer von zwei Vorsitzenden des revolutionären Rats der Volksbeauftragten.

## Vergleich zu späteren Verfassungen
In der Weimarer Republik gab es ebenfalls das Amt des Reichskanzlers. Allerdings wurde der Reichskanzler laut neuer Reichsverfassung ein Teil der kollegialen Reichsregierung neben den Reichsministern. Die Verfassung bekräftigte die weiterhin hervorgehobene Stellung des Reichskanzlers: Der Weimarer Reichskanzler bestimmte die Richtlinien der Politik, hatte den Vorsitz im Kabinett und leitete die Geschäfte der Regierung. Der Kanzler überprüfte, ob ein Minister die Richtlinien beachtete, war allerdings nicht mehr weisungsbefugt. Außerdem bedurften Beschlüsse der Reichsregierung einer Mehrheit der Stimmen im Kabinett. Der Reichskanzler und, auf seinen Vorschlag, die Reichsminister wurden vom Reichspräsidenten ernannt. Die Rolle des Reichspräsidenten erinnerte (auch) deswegen an die des Kaisers, der bis 1918 für die Ernennung der Kanzler zuständig war.
Der Bundeskanzler der Bundesrepublik Deutschland wird vom Bundestag gewählt. Ansonsten ähnelt seine Stellung der des Reichskanzlers in der Weimarer Republik. Im Verfahren der Wahl des Bundeskanzlers hat der Bundespräsident das Recht und die Pflicht, dem Bundestag einen Kandidaten vorzuschlagen. Dies ist ein blasses Überbleibsel aus der Zeit der Monarchie und der ersten Republik.

## Amtsträger
| Name (Lebensdaten)                                      | Amtsantritt      | Ende der Amtszeit  | Kabinett      | Anmerkungen                                                              | Bild          |               |
| Reichskanzler                                           | Reichskanzler    | Reichskanzler      | Reichskanzler | Reichskanzler                                                            | Reichskanzler | Reichskanzler |
| ------------------------------------------------------- | ---------------- | ------------------ | ------------- | ------------------------------------------------------------------------ | ------------- | ------------- |
| Fürst Otto von Bismarck (1815–1898)                     | 4. Mai 1871      | 20. März 1890      | I.            | Rücktritt im Konflikt mit Kaiser Wilhelm II.                             |               |               |
| Graf Leo von Caprivi (1831–1899)                        | 20. März 1890    | 28. Oktober 1894   | I.            | preußischer General                                                      |               |               |
| Fürst Chlodwig zu Hohenlohe-Schillingsfürst (1819–1901) | 29. Oktober 1894 | 17. Oktober 1900   | I.            | ehemaliger Reichsgesandter (1848) und bayerischer Ministerpräsident      |               |               |
| Fürst Bernhard von Bülow (1849–1929)                    | 17. Oktober 1900 | 14. Juli 1909      | I.            | Rücktritt nach Niederlage im Reichstag und Konflikt mit dem Kaiser       |               |               |
| Theobald von Bethmann Hollweg (1856–1921)               | 14. Juli 1909    | 13. Juli 1917      | I.            | Rücktritt nach Konflikt mit der Obersten Heeresleitung und dem Reichstag |               |               |
| Georg Michaelis (1857–1936)                             | 14. Juli 1917    | 1. November 1917   | I.            | Beamter ohne Machtbasis                                                  |               |               |
| Graf Georg von Hertling (1843–1919)                     | 1. November 1917 | 30. September 1918 | I.            | Mitglied der Zentrumspartei, teilweise parlamentarische Regierung        |               |               |
| Prinz Max von Baden (1867–1929)                         | 3. Oktober 1918  | 9. November 1918   | I.            | sorgte für das Ende der Ämter des Kaisers und des Kanzlers               |               |               |

## Belege
1. ↑  Michael Kotulla: Deutsches Verfassungsrecht 1806–1918. Eine Dokumentensammlung nebst Einführungen. 1. Band: Gesamtdeutschland, Anhaltische Staaten und Baden, Springer, Berlin [u. a.] 2006, S. 279.
2. ↑  Michael Kotulla: Deutsches Verfassungsrecht 1806–1918. Eine Dokumentensammlung nebst Einführungen. 1. Band: Gesamtdeutschland, Anhaltische Staaten und Baden, Springer, Berlin [u. a.] 2006, S. 279.
3. ↑  Ernst Rudolf Huber: Deutsche Verfassungsgeschichte seit 1789. Band IV: Struktur und Krisen des Kaiserreiches. Verlag W. Kohlhammer, Stuttgart [u. a.] 1969, S. 130.
4. ↑  Ernst Rudolf Huber: Deutsche Verfassungsgeschichte seit 1789. Band IV: Struktur und Krisen des Kaiserreiches. Verlag W. Kohlhammer, Stuttgart [u. a.] 1969, S. 130; ders.: Deutsche Verfassungsgeschichte seit 1789. Band V: Weltkrieg, Revolution und Reichserneuerung: 1914–1919. W. Kohlhammer, Stuttgart [u. a.] 1978, S. 545 f.; Michael Kotulla: Deutsches Verfassungsrecht 1806–1918. Eine Dokumentensammlung nebst Einführungen. 1. Band: Gesamtdeutschland, Anhaltische Staaten und Baden, Springer, Berlin [u. a.] 2006, S. 279.
5. ↑  Nach Ernst Rudolf Huber: Deutsche Verfassungsgeschichte seit 1789. Band III: Bismarck und das Reich. 3. Auflage, W. Kohlhammer, Stuttgart [u. a.] 1988, S. 801, S. 825.
6. ↑  Manfred Rauh: Die Parlamentarisierung des Deutschen Reiches, Droste Verlag, Düsseldorf 1977, S. 442.
7. ↑  Ernst Rudolf Huber: Deutsche Verfassungsgeschichte seit 1789. Band IV: Struktur und Krisen des Kaiserreiches. Verlag W. Kohlhammer, Stuttgart [u. a.] 1969, S. 136 f.
8. ↑  Ernst Rudolf Huber: Deutsche Verfassungsgeschichte seit 1789. Band IV: Struktur und Krisen des Kaiserreiches. Verlag W. Kohlhammer, Stuttgart [u. a.] 1969, S. 144.
9. ↑  Manfred Rauh: Die Parlamentarisierung des Deutschen Reiches, Droste Verlag, Düsseldorf 1977, S. 29 f.
10. ↑  Manfred Rauh: Die Parlamentarisierung des Deutschen Reiches, Droste Verlag, Düsseldorf 1977, S. 430.
11. ↑  Michael Stürmer: Regierung und Reichstag im Bismarckstaat 1871–1880. Cäsarimus oder Parlamentarismus. Droste Verlag, Düsseldorf 1974.